# Groupe français d'éducation nouvelle
Le Groupe français d'éducation nouvelle (GFEN) est un mouvement de recherche et de formation en éducation. Sa devise est « Tous capables ! ». 

## Historique
Le GFEN a été créé en 1922 comme la section française de la Ligue internationale pour l'éducation nouvelle. Il fut présidé successivement par Paul Langevin, Henri Wallon, Gaston Mialaret, Robert Gloton, Henri Bassis puis Odette Bassis.
Le président actuel est Jacques Bernardin ;  Odette Bassis demeure la présidente d'honneur. Henri Bassis (1916-1992), résistant, militant communiste, poète et auteur dramatique, rédigea le Manifeste de l'éducation nouvelle.

## Activités
Le GFEN est un mouvement de recherche qui intervient essentiellement au niveau de la formation des adultes, auprès des enseignants ou en formation de formateurs. Il diffuse les idées du mouvement d'éducation nouvelle par l'organisation de colloques et de nombreux livres et publications. À partir du GFEN, d'autres groupes ont vu le jour : le GBEN (Groupe belge d'éducation nouvelle), le GREN (groupe romand d'éducation nouvelle), le GVEN (groupe valdotain d'éducation nouvelle), le GLEN (groupe luxembourgeois d'éducation nouvelle), le GHEN (groupe haïtien d'éducation nouvelle), ... De ces différents groupes est né en 2001 le Lien international de l'éducation nouvelle (LIEN) qui met en synergie des groupes d’éducation nouvelle du monde entier et de langues diverses.